# Peter R. de Vries

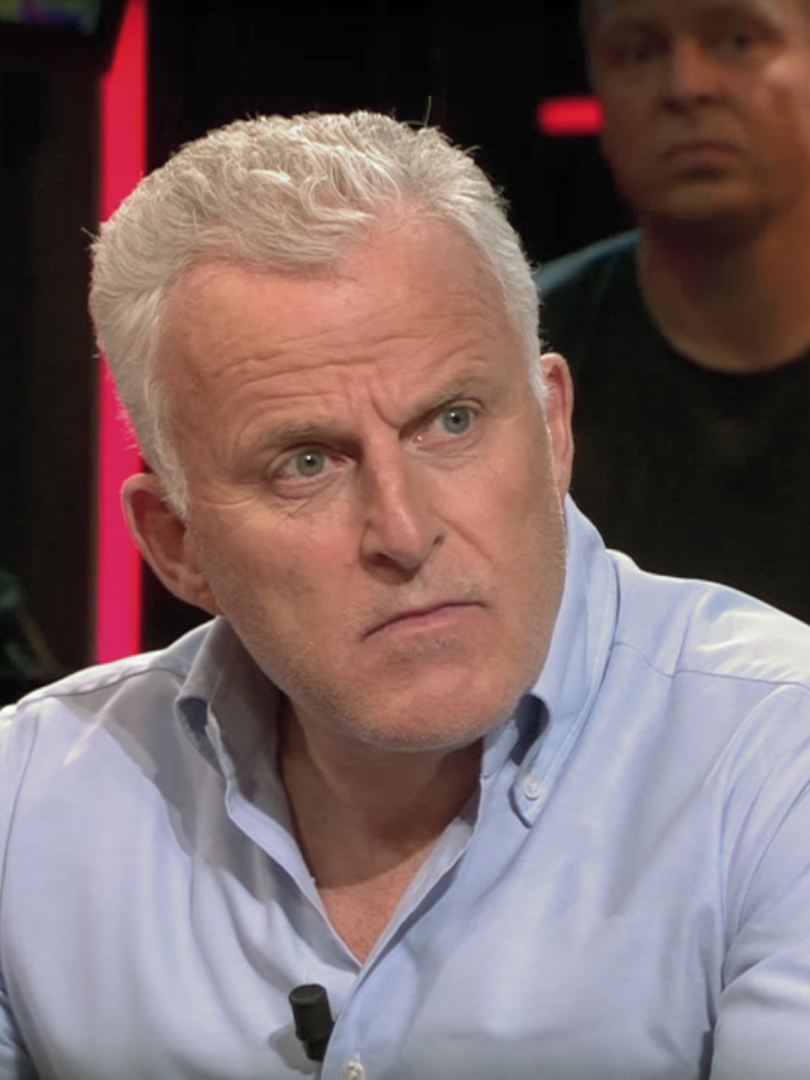
Peter R. de Vries, 2017

Peter Rudolf de Vries (* 14. November 1956 in Aalsmeer; † 15. Juli 2021 in Amsterdam) war ein niederländischer investigativer Journalist und Publizist, der sich vorrangig der Berichterstattung über Verbrechen widmete. In den Niederlanden wurde er vor allem durch seine Fernsehsendung Peter R. de Vries, misdaadverslaggever (‚Peter R. de Vries, Kriminalreporter‘) bekannt, die 17 Jahre lang ausgestrahlt wurde. Am 6. Juli 2021 wurde er in Amsterdam auf offener Straße niedergeschossen und erlag neun Tage später seinen Verletzungen.

## Leben

### Beruflicher Werdegang

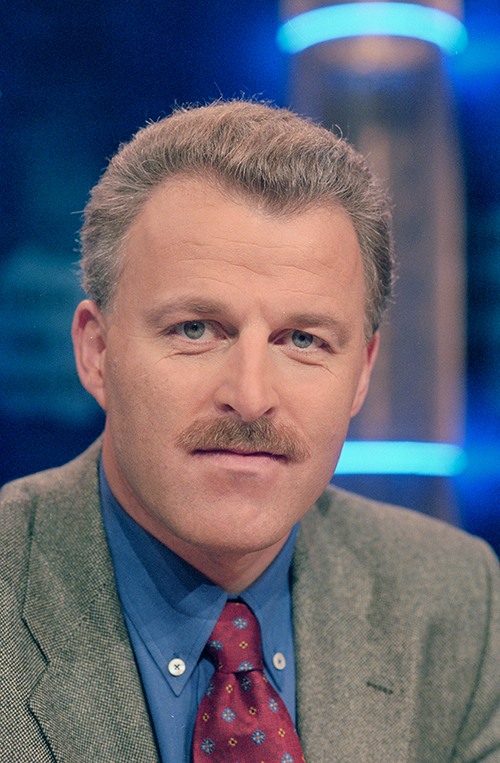
Peter R. de Vries, 1995

Im März 1978 begann de Vries, direkt nach Schule und Militärdienst, als Reporter für De Telegraaf in der Redaktion in Den Haag zu arbeiten. Nach einem Jahr wurde er in die Redaktion nach Amsterdam versetzt und spezialisierte sich auf die Kriminalberichterstattung. 1987 verließ er De Telegraaf und wurde Chefredakteur der Wochenzeitung Aktueel. Er machte aus dieser Wochenzeitung ein Krimimagazin und setzte eine Belohnung von 100.000 Gulden im Fall des verschwundenen Mädchens Nymphe Poolman aus. Auch arbeitete er an der Fernsehsendung Crime Time von Jaap Jongbloed mit.
Seit 1991 war De Vries als freier Kriminalreporter tätig. Er schrieb für das Algemeen Dagblad und für die Wochenzeitung Panorama. Er wurde vor allem durch seine Fernsehsendung Peter R. de Vries, Kriminalreporter bekannt, die von Oktober 1995 bis Juni 2012 ausgestrahlt wurde. In diesem Programm befasste er sich mit Straftaten wie Mord, Vergewaltigung, Betrug und Kinderpornografie. Nicht selten führte diese Sendung, mit oder ohne versteckte Kamera, zur Auffindung von Tätern, zur Freilassung von Unschuldigen und zur Aufdeckung von Taten. Seine Methoden und seine Kontakte zu Informanten aus der Unterwelt wurden von Juristen und Journalistenkollegen nicht selten kritisiert; manche hielten ihn für arrogant oder einen Besserwisser. Nach eigenen Angaben beschäftigte er sich im Verlauf seines Berufslebens mit insgesamt rund 500 Mordfällen.
De Vries recherchierte zur Entführung von Alfred Heineken, schrieb einen – auch international beachteten – Bestseller darüber und spürte einen der Entführer in Paraguay auf. Er deckte auf, dass Prinzessin Mabel den Kriminellen Klaas Bruinsma besser kannte, als sie bis dahin zugegeben hatte. Außerdem gelangte er in den Besitz eines ausrangierten Computers von Staatsanwalt Joost Tonino, auf dem sich Kinderpornografie befand. Tonino trat am 12. Oktober 2004 als Staatsanwalt zurück. Er wurde dafür niemals belangt, da laut Staatsanwalt nicht ermittelt werden konnte, wer das Material hochgeladen hatte.
Im Jahr 2011 erschien ein niederländischer Film, der auf dem Buch De ontvoering van Alfred Heineken (Die Entführung von Alfred Heineken) von de Vries aus dem Jahr 1987 basiert. Der wegen der Entführung verurteilte Willem Holleeder forderte im Eilverfahren ein Verbot des Films, was das zuständige Gericht ablehnte. 2015 kam der US-amerikanische Film Kidnapping Freddy Heineken heraus, der ebenfalls auf dem Buch basierte und in dem Anthony Hopkins das Entführungsopfer Alfred „Freddy“ Heineken darstellte.
2014 präsentierte De Vries die sechsteilige Serie Peter R. over de grens (Peter R. jenseits der Grenze), in der es um die Verletzung von Kinderrechten ging. Von 2015 bis 2016 moderierte er Peter R. de Vries: Internetpesters Aangepakt (Peter R. de Vries: Internet-Mobbing in Angriff genommen) und ab 2018 Peter R. de Vries: De Raadkamer (Peter R. de Vries: Der Gerichtssaal).

### Weitere Aktivitäten
2005 war er zusammen mit Jan Nagel an der Gründung der Partij voor Rechtvaardigheid, Daadkracht en Vooruitgang (Partei für Gerechtigkeit, Entschlossenheit und Fortschritt) beteiligt. Sie blieb in den Umfragen erfolglos und wurde aufgelöst.
Im Jahr 2005 nahm Peter R. de Vries als Kopilot des Fahrers Evert Kroon an der Rallye Paris–Dakar teil. Anfang 2014 gründete er zusammen mit seinem Sohn Royce und dem ehemaligen Fußballspieler Piet Keizer die Agentur PR Sportmanagement BV, die Fußballer vermittelt. Mitgründer Keizer schied bereits Ende 2014 aus.
Am 15. Mai 2021 trat er als Dragqueen Emmi Beautycase in der RTL-4-Fernsehsendung Make Up Your Mind auf.

### Mordanschlag 2021

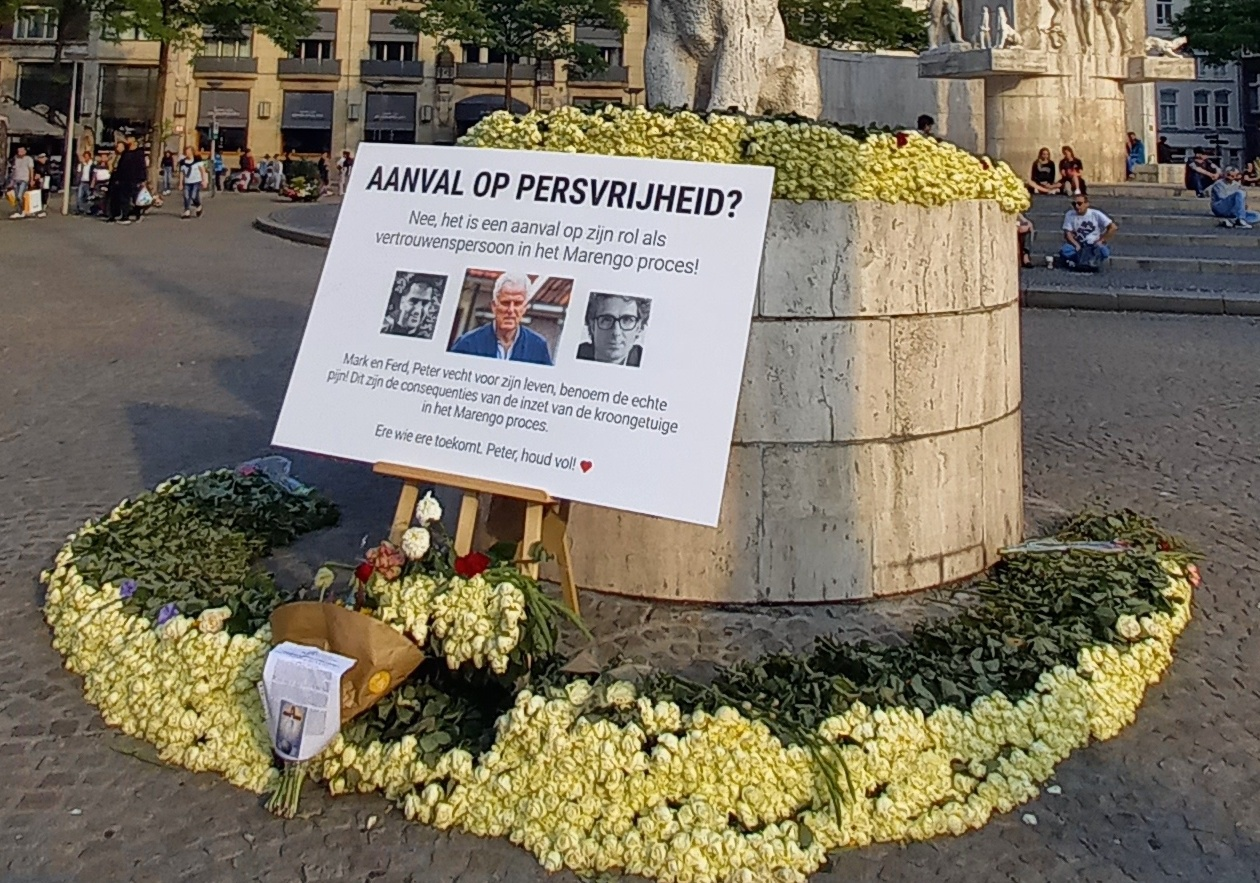
Weiße Rosen auf dem Dam-Platz in Amsterdam, um den Journalisten Peter de Vries zu unterstützen, 11. Juli 2021

Am 6. Juli 2021 wurde de Vries gegen 19:30 Uhr bei einem Angriff in der Innenstadt von Amsterdam durch mehrere Schüsse, davon mindestens einen in den Kopf, schwer verletzt. Er hatte kurz vorher an der Aufzeichnung der Fernsehsendung RTL Boulevard im TV-Studio von RTL 4 am Leidseplein teilgenommen, wo er über einen aktuellen Mordprozess gesprochen hatte, und war auf dem Weg zu einem nahegelegenen Parkhaus. Drei Verdächtige wurden festgenommen, unter ihnen auch der vermutliche Schütze. Einer der drei zunächst Festgenommenen wurde wieder freigelassen, da er nichts mit der Tat zu tun gehabt habe. Die beiden anderen waren eine Stunde nach dem Anschlag auf der Autobahn A4 bei Leidschendam – etwa 60 Kilometer von Amsterdam entfernt – festgenommen worden. Es handelt sich dabei um einen in Polen wegen Raubüberfällen und anderen Taten mehrfach rechtskräftig vorbestraften, mit Haftbefehl gesuchten 35-jährigen Mann polnischer Staatsangehörigkeit. Er war in der Woche zuvor wegen Drohens mit einer Schusswaffe kurzzeitig festgenommen, aber nach zwei Tagen wieder freigelassen worden. Der Schütze soll ein ebenfalls polizeibekannter 21-Jähriger aus Rotterdam gewesen sein, der von den Niederländischen Antillen stammt.
Die Tat wird in Zusammenhang gebracht mit dem „Marengo-Prozess“ gegen den mutmaßlichen Drogenboss Ridouan Taghi und 16 weitere Angeklagte, dem bislang größten Prozess gegen organisierte Kriminalität in den Niederlanden, der von März 2021 bis Februar 2024 dauerte. De Vries war Berater des Kronzeugen in dem Verfahren. Im Jahr 2019 waren bereits der Bruder und der Anwalt des Kronzeugen erschossen worden. De Vries war die Tatsache bekannt, dass er auf einer „Todesliste“ stand. Er erhielt eine Zeit lang Polizeischutz, auf den er später aber verzichtete, weil sein Leben zu sehr von Sicherheitsmaßnahmen bestimmt gewesen sei. In einer Erklärung seiner Familie hieß es, man sei unglaublich stolz auf de Vries und zugleich untröstlich über seinen Tod. Er sei für seine Überzeugung gestorben, man könne nicht frei sein, wenn man sich einschüchtern lässt.
Neun Tage nach dem Anschlag erlag Peter R. de Vries am 15. Juli 2021 in einem Amsterdamer Krankenhaus im Alter von 64 Jahren seinen Verletzungen.
Seit Oktober 2021 standen zwei des Mordes verdächtigen Männer in Amsterdam vor Gericht.  Kurz vor der geplanten Urteilsverkündung am 3. November 2022 wurde bekannt, dass aus Verfahrensgründen der Prozess wiederholt werden muss. Der neue Prozess begann im Januar 2024, die neun Verdächtigen wurden wegen Mordes oder Beihilfe zum Mord angeklagt, sieben von ihnen zusätzlich wegen Bildung einer kriminellen Organisation mit terroristischer Absicht. Im Juni 2024 verurteilte das Amsterdamer Strafgericht drei Männer wegen Mordes zu Gefängnisstrafen von bis zu 28 Jahren, vier weitere Angeklagte zu Gefängnisstrafen von bis zu 14 Jahren Haft wegen Beihilfe zum Mord, zwei Angeklagte wurden freigesprochen.

## Persönliches
De Vries war verheiratet und hatte zwei erwachsene Kinder. Er war Botschafter der Meet-Kate-Stiftung, die von seiner Tochter Kelly ins Leben gerufen wurde. Ihr Ziel ist, unterprivilegierten Kindern in Ghana durch kleine Projekte Bildung und Unterkunft zu bieten.

## Ehrungen
Peter R. de Vries wurde vielfach geehrt. So wurde er 2003 zum Rundfunk-Mann des Jahres in den Niederlanden gewählt. 2008 gewann er einen Emmy Award für seine Reportagen über den Fall von Natalee Holloway, einer US-Amerikanerin, die 2005 auf Aruba verschwunden und vermutlich von dem Niederländer Joran van der Sloot getötet worden war. Im  Juli 2024 wurde am Leidseplein in Amsterdam zur Erinnerung an de Vries ein von der Künstlerin Rini Hurkmans geschaffenes Denkmal enthüllt.

## Publikationen
- De zaak Heineken (1983)
- Veronica 25 jaar toonaangevend (1984)
- Uit de dossiers van commissaris Toorenaar (1985)
- De ontvoering van Alfred Heineken (1987)
- Beroep, misdaadverslaggever (1992)
- Cipier, mag ik een pistool van u? (1993)
- Een moord kost meer levens (1994), ISBN 90-261-0692-0
- De moord die nooit mag verjaren, en andere minireportages (2002), ISBN 90-261-1868-6
- Alleen huilebalken hebben spijt (2005), ISBN 90-261-2229-2
- Een crimineel liegt niet altijd … (2006), ISBN 90-261-2188-1
- De zwanenzang van criminelen en andere reportages, Hörbuch, 2007, ISBN 978-90-261-2334-4
- De R van rebel (2013)
- PS: dit is vertrouwelijk... (2018)